# Neocherentes dilloniorum
Neocherentes dilloniorum är en skalbaggsart som beskrevs av Friedrich F. Tippmann 1960. Neocherentes dilloniorum ingår i släktet Neocherentes och familjen långhorningar. Inga underarter finns listade i Catalogue of Life.